# Asiotmethis tauricus
Asiotmethis tauricus är en insektsart som först beskrevs av Yu S. Tarbinsky 1930.  Asiotmethis tauricus ingår i släktet Asiotmethis och familjen Pamphagidae.

## Underarter
Arten delas in i följande underarter:
- A. t. tauricus
- A. t. steppensis
- A. t. flavipes